# João Peculiar
João Peculiar (Coimbra? – Braga, 3 de dezembro de 1175) foi bispo do Porto em 1136, Arcebispo de Braga e primaz das Espanhas entre 1138 e 1175. Conforme a tradição régia, foi D. João Peculiar quem coroou D. Afonso Henriques como 1.º Rei de Portugal nas Cortes de Lamego em 1143.

## Biografia

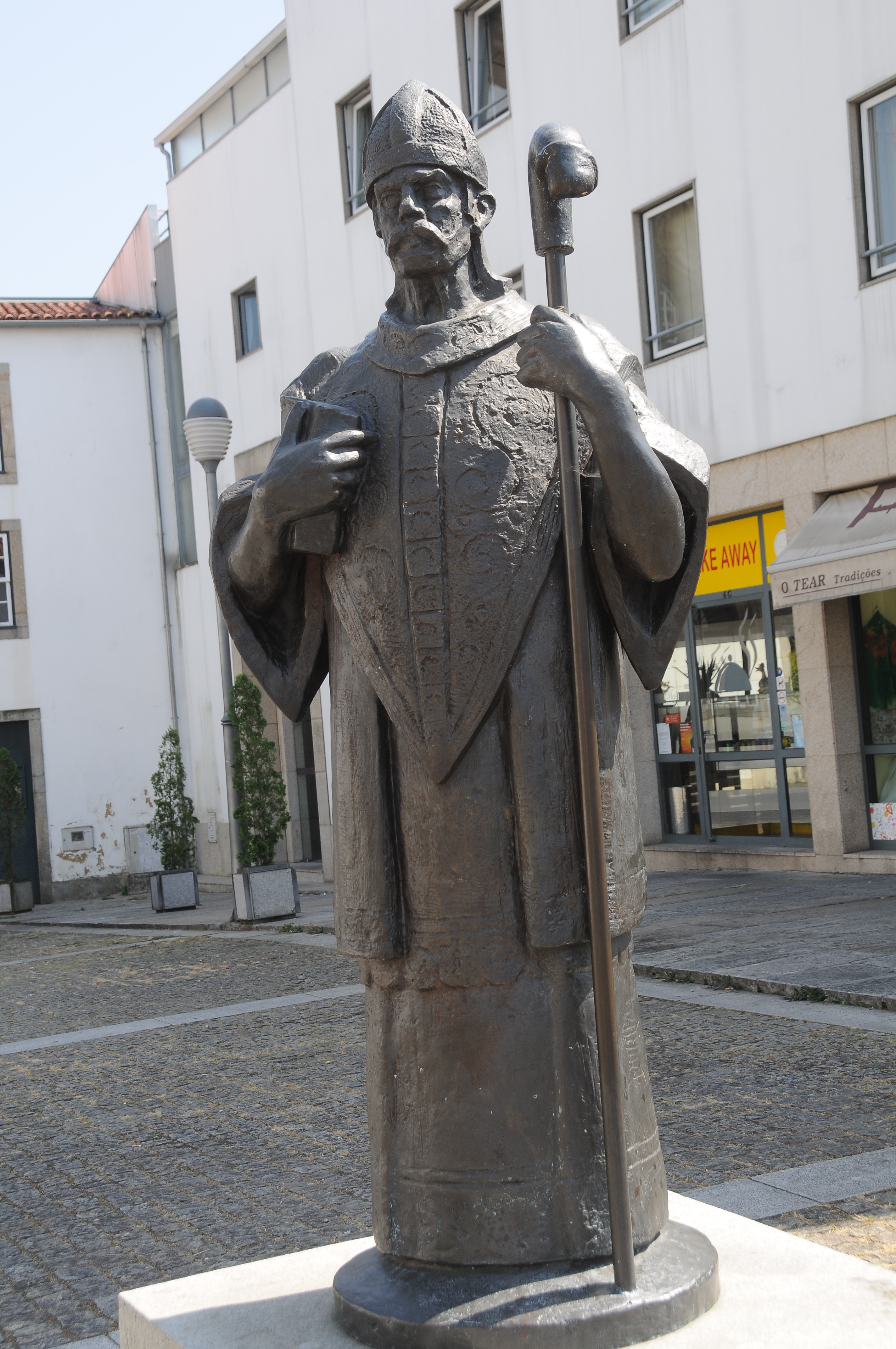
Estátua de Dom João Peculiar em Braga.

Dom João Peculiar nasceu em Coimbra em data desconhecida, pelos anos de 1075.
Era filho de D. Cristóvão Eanes e D. Maria Rabaldes, senhores de Murtede.
Sabe-se que estudou em Coimbra e em Paris. Em 1123 fundou o Convento de São Cristóvão de Lafões, perto de São Pedro do Sul. Durante o pontificado do Papa Inocêncio II, foi eleito bispo do Porto em 1136 e depois Arcebispo de Braga e primaz das Espanhas entre 1138 e 1175.
Foi o organizador do encontro do rei português, com Afonso VII de Leão e Castela, em 4 e 5 de outubro de 1143, do qual resultou o Tratado de Zamora, que marca o reconhecimento da independência de Portugal por parte do rei leonês (na prática, Portugal já era independente desde 1128, Batalha de São Mamede). Acompanhou sempre o novo rei e assistiu à conquista de Lisboa em 1147.
D. João Peculiar fez 14 vezes a viagem de Braga a Roma, para convencer o Papa Inocêncio II a reconhecer a D. Afonso Henriques o título de rei — o que só viria a acontecer em maio de 1179 pelo Papa Alexandre III. O arcebispo faleceu em 3 de dezembro de 1175 e foi sepultado na Sé de Braga.